# Případ Enterprise
Případ Enterprise (v anglickém originále The Enterprise Incident) je druhý díl třetí řady seriálu Star Trek. Premiéra epizody v USA proběhla 27. září 1968, v České republice 25. dubna 2003.

## Příběh
Hvězdného data 5027.3 vrchní lékař hvězdné lodi USS Enterprise NCC-1701 Dr. Leonard McCoy zaznamenává v deníku zprávu, že kapitán James Tiberius Kirk se poslední dobou chová velmi podivně, je velmi emotivní a popudlivý vůči své posádce. Na kapitánovi rozkazy se loď ubírá do neutrální zóny u Romulanského impéria, kde je obklíčena trojicí klingonských plavidel, které ovšem využívají romulané.
Na palubě vlajkové lodi romulanů se Kirk a první důstojník Spock setkávají s romulanskou komandérkou, která vyžaduje vysvětlení, proč Enterprise vnikla do romulanského území. Kirk jako důvod udává selhání přístrojů, ale Spock přiznává, že se kapitán poslední dobou chová nanejvýš podivně a patrně jednal na vlastní pěst bez oprávnění ze strany Federace. Kirk Spocka nazývá zrádcem, vyhrožuje mu smrtí a tak je uvězněn. V cele se zraní o silové pole. Komandérka romulanů neskrývá svou náklonnost k panu Spockovi, jako vulkánci. Nabízí mu vysoké funkce a uplatnění na Romulu v případě, že zajistí získání Enterprise v neporušeném stavu. Na romulanskou loď je přizván Dr. McCoy, aby potvrdil Spockovu výpověď, že kapitán Kirk patrně jednal z nepříčetnosti. Kirk opět zaútočí na Spocka a ten jej vulkánským hmatem smrti umlčí. Na Enterprise Kirk přichází k sobě a McCoy vysvětluje sestře Chapelové, že Spock a Kirk jednají na rozkaz Hvězdné flotily a Kirkova nemoc je jenom zástěrka, aby v případě selhání neupadla do konfliktu s romulany sama Federace. Jejich úkolem je v první řadě potvrdit, že romulanské lodě disponují také maskovacím zařízením a to případně i získat. Z můstku je přizván prozatímní velitel Montgomery Scott. Sám nechce uvěřit, když vidí kapitána Kirka nejen živého, ale především také v dokonalém přestrojení za romulanského setníka.
Spock mezitím při společném večeru zdržuje romulanskou komandérku. To však trvá pouze do doby, než romulané odhalí Kirkovo vysílání z komunikátoru. Romulanům je zřejmé, že jde v první řadě o maskovací zařízení, ale než dorazí do strojovny, Kirk se stihne se zařízením transportovat zpět na Enterprise a předává jej Scottymu, aby maskování ihned nainstaloval. Když se Scotty ptá na pana Spocka, Kirk poznamenává, že je třeba doufat, aby Spock získal dostatek času, než zařízení nainstalují. Spock je znalý romulanských zvyků a tak žádá o možnost výpovědi ještě před jeho popravou za zradu. Pavel Čechov zaměřuje na romulanské lodi pana Spocka a transportuje jej zpět na Enterprise, ale na poslední moment jej obejme i romulanská komandérka a přenese se s ním. Kirk dává rozkaz opustit pozici warp rychlostí 9. Romulané loď pronásledují a jsou připraveni k palbě. Scottymu se na poslední chvíli podaří zprovoznit maskovací zařízení a Enterprise se daří uniknout nejen s novou technologií, ale také s romulanskou komandérkou. Kirk nechává z můstku odvést komandérku panem Spockem s tím, že bude vysazena na nejbližší stanici Federace. Komandérka Spocka upozorňuje, že stejně Romulus brzy rozluští jak proniknout maskováním. Spock jí odvětí, že vojenská tajemství jsou velmi pomíjivá, ale věří, že to co si vyměnili oni dva je trvalejšího charakteru.
Dr. McCoy ještě volá na můstek Kirka, že se má hlásit na operaci, aby z něj udělali opět člověka. Když jej Spock pobízí, protože špičaté uši člověku moc nesluší, popohání McCoy kapitána výhrůžkou, že jinak bude do konce života vypadat jako jeho první důstojník.